# Michał Mroziński
Michał Mroziński (ur. 21 maja 1946 w Warszawie) – polski dziennikarz i tłumacz.

## Życiorys

### Wczesne lata
Jest synem aktora Jana Mrozińskiego i Stanisławy Nowickiej – Mrozińskiej, autorki książek o teatrze.
Urodził się w Warszawie. Maturę zdał w Liceum im. Władysława IV-go w Warszawie, w 1964 r.

### Wykształcenie i praca
Ukończył Romanistykę na Uniwersytecie Warszawskim. W latach 1969–1978 współpracował z Polskim Radiem i Telewizją, m.in. współprowadził magazyn „Telewizyjny Ekran Młodych”, był autorem audycji o francuskiej piosence w III Programie PR, pracował w zespole telewizyjnego magazynu muzycznego „Camerata”.
W latach 1973–1980 przebywał kilkakrotnie we Francji, gdzie współpracował z Radio-France Internationale.
Od 1980 do emerytury w 2016 pracował jako korespondent agencji AFP w Polsce, a w latach 1993–2016 był szefem Redakcji warszawskiego Biura Agence France-Presse, obsługującego również kraje bałtyckie, Czechy i Słowację. Był także, w latach 1989–2003, korespondentem belgijskiego dziennika La Libre Belgique (pod pseudonimem Jean Orval). Współzakładał, a potem prowadził Le Courrier de Varsovie, dwutygodnik w języku francuskim, ukazujący się w latach 1997–2003.

## Niektóre przekłady[5]
- Michel Déon – powieść „Liliowa taksówka”[6][7] („Un taxi mauve”) – PIW 1976
- Mme de Sévigné – „Listy”, obok Anny Tatarkiewicz, wybór Wojciech Karpiński – PIW 1981
- Pierre Rosanvallon – „Parlament niewidocznych”[8][9]
- Paul Cazin – biografia „Książę biskup warmiński Ignacy Krasicki”[10] (Le prince-êveque de Varmie, Ignace Krasicki”) – Wydawnictwo Pojezierze 1983, 1986
- Jan Kalwin – „Podstawy religii chrześcijańskiej”[11] („Institution de la religion chrétienne”), Ksiegi 1-2 – Wydawnictwo MW 2023
- Tadeusz Woźniak – Archiwum. Vol. 2, Nagrania radiowe i rarytasy z lat 1971–1973.[12]
- Tadeusz Woźniak – Smak i zapach pomarańczy: radio sessions & rare recordings 1969-1972[13].

## Odznaczenia
- Order Palm Akademickich[14] za zasługi dla kultury francuskiej – 2016